# Национальная хоккейная лига
Национальная хоккейная лига (НХЛ) (англ. National Hockey League, NHL; фр. Ligue nationale de hockey, LNH) — профессиональная спортивная организация, объединяющая хоккейные клубы США и Канады. НХЛ стала одной из первых профессиональных хоккейных лиг в мире. НХЛ является одной из главных спортивных лиг Северной Америки, наряду с НФЛ, НБА, МЛБ и МЛС. Лига была образована в 1917 году и объединяла в себе всего 4 команды. С сезона 2021/2022 играет 32 команды из 31 города США и Канады, ежегодно борющихся за главный трофей лиги — Кубок Стэнли.

## История

Классическая эмблема НХЛ. Использовалась до окончания локаута сезона 2004/05.

### От начала и до «Оригинальной шестёрки»
Национальная хоккейная лига была создана в 1917 году после возникновения разногласий в Национальной хоккейной ассоциации (НХА). Первый сезон НХЛ был проведён в 1917—18 годах и стартовал 19 декабря 1917 года в Монреале.
Первый конфликт в НХА был связан с владельцем «Торонто Блюширтс» Эдвардом Ливингстоуном (англ. Edward J. Livingstone). Он обвинялся участниками НХА в том, что часто использовал лазейки в инструкциях лиги для создания несправедливых преимуществ для своей команды. Особенно возмутило участников НХА то, что он объединил две команды из Торонто («Блюширтс» и «Онтариос») после того, как те лишились своих лучших игроков. Также Ливингстоун был замечен в том, что предлагал игрокам других команд контракты, чтобы они не играли в хоккей. А в течение всех этих скандалов Ливингстоун неоднократно угрожал уйти из НХА и организовать в США новую лигу.
В свой заключительный сезон (1916—17) НХА состояла из шести команд: «Монреаль Канадиенс», «Монреаль Уондерерс», «Оттава Сенаторз», «Квебек Булдогз», «Торонто Блюширтс» и армейская команда 228-го батальона, базировавшегося в Торонто. 11 февраля 1917 владельцы команд встретились в Монреале, чтобы рассмотреть будущее лиги. За день до этого 228-й батальон и члены его команды (самой популярной команды НХА) был вызван для участия в боевых действиях Первой мировой войны. Ливингстоун, не посетивший встречу из-за болезни, был потрясён, когда узнал, что владельцы остальных команд лиги хотели исключить его «Блюширтс» из НХА.
После отставки президента НХА и союзника Ливингстоуна Франка Робинсона, Ливингстоун прекратил посещать заседания лиги и послал адвоката, чтобы тот представлял его интересы. Когда владельцы собрались 29 сентября 1917 года, они потребовали, чтобы Ливингстон продал «Блюширтс» в течение пяти дней. Тогда Ливингстоун договорился, чтобы «Блюширтс» под своё крыло взяла администрация торонтского стадиона «Мьючуэл Стрит Арена», в связи с чем «Блюширтс» были переименованы в «Торонто Аренас». Ливингстоун рассчитывал сохранить контроль над командой, если НХА продолжит работу. Однако, владельцы НХА встретились в Виндзор-Отеле Монреаля 26 ноября 1917 года и сформировали Национальную хоккейную лигу. В лигу вошли «Монреаль Канадиенс», «Монреаль Уондерерс», «Оттава Сенаторз», «Квебек Булдогз» и «Торонто Аренас».
Национальная хоккейная лига начала свой первый сезон в 1917 году. Команда «Квебек Булдогз» по финансовым причинам не принимала участие в первых двух сезонах. 2 января 1918 года Вестмаунт-Арена в Монреале, домашняя для «Уондерерс» и «Канадиенс», была разрушена при пожаре. Из-за этого «Уондерерс» пришлось прекратить существование. Таким образом, в первых двух сезонах в лиге принимало участие только три команды (в первом сезоне «Уондерерс» сыграли всего 6 игр, из которых выиграли только одну, а остальные проиграли). Несмотря на то, что Ливингстоун был изгнан из лиги, одна из его идей, предложенных для НХА — разбиение регулярного сезона на две части — была принята на вооружение и интегрирована с системой плей-офф. «Торонто Аренас» стали первой командой НХЛ, завоевавшей Кубок Стэнли. Разъярённый Ливингстоун тем временем, потерпев неудачу в попытке получить долю прибыли от «Аренас», предъявил иск команде и НХЛ.
Несмотря на то, что лига в первое десятилетие своего существования много сил тратила на то, чтобы остаться хотя бы просто в бизнесе, команды НХЛ были очень успешными на льду — они выигрывали Кубок Стэнли семь раз из первых девяти розыгрышей (в сезоне 1918-19 розыгрыш был отменён из-за эпидемии Испанского гриппа). В то время Кубок Стэнли разыгрывался между победителем НХЛ и победителем Ассоциации хоккея тихоокеанского побережья. В 1926 году НХЛ подняла зарплаты своих игроков до уровня, который не могли позволить себе другие североамериканские хоккейные лиги, и стала единолично разыгрывать Кубок Стэнли. Лига расширилась — в 1924 году к ней присоединились «Бостон Брюинз», в 1925 — «Нью-Йорк Американс» и «Питтсбург Пайрэтс», в 1926 — «Нью-Йорк Рейнджерс», «Детройт Кугарс» (позже ставшие «Детройт Ред Уингз») и «Чикаго Блэк Хокс». К концу сезона 1930-31 в НХЛ играли в общей сложности 10 команд. Однако, Великая депрессия нанесла чувствительный удар лиге: «Пайрэтс» и «Американс» расформировались и даже «Сенаторз» были вынуждены свернуться из-за финансовых трудностей после переезда в 1934 году в Сент-Луис. С началом Второй мировой войны НХЛ была уменьшена до шести команд. Эти команды, игравшие в лиге в течение 25 лет с 1942 года, известны как «Оригинальная шестёрка» (англ. Original Six): «Монреаль Канадиенс», «Торонто Мейпл Лифс», «Детройт Ред Уингз», «Бостон Брюинз», «Нью-Йорк Рейнджерс» и «Чикаго Блэк Хокс». Вторая мировая война дала многим игрокам шанс попробовать свои силы в профессиональном хоккее, но по её окончании им пришлось перейти в низшие лиги.

### Расширение: с 1967 и по наши дни
В середине 1960-х в младших лигах, особенно с запада США, стали появляться команды, способные составить конкуренцию командам НХЛ. Усиление Западной хоккейной лиги, которой специалисты предрекали трансформацию в лигу равную по силам НХЛ, а также финансовые соображения побудили НХЛ в 1967 году предпринять первое расширение со времен 1920-х годов. В лигу были приняты ещё шесть команд, которые образовали новый дивизион. Это были «Филадельфия Флайерз», «Сент-Луис Блюз», «Миннесота Норт Старз», «Лос-Анджелес Кингз», «Окленд Силз» и «Питтсбург Пингвинз». Через три года в лигу влились «Ванкувер Кэнакс» и «Баффало Сейбрз». В 1976 «Силз», игравшие к тому времени в Кливленде под названием «Кливленд Баронз», вошли в систему «Норт Старз», а в 1993 франшиза переехала в Даллас и сменила название на «Даллас Старз». «Кливленд» стал единственным клубом в послевоенное время, который не сменил дислокацию, а полностью прекратил существование.
В 1972 году была сформирована Всемирная хоккейная ассоциация (ВХА). Хотя ВХА никогда не вносила предложение НХЛ по поводу совместного розыгрыша Кубка Стэнли, но все признавали силу этой лиги и считали её достойным конкурентом НХЛ. В связи с этим НХЛ решила срочно продолжить политику расширения и присоединила к лиге «Нью-Йорк Айлендерс» и «Атланту Флэймз» в 1972 году, а «Канзас-Сити Скаутс» и «Вашингтон Кэпиталз» — два года спустя. «Скаутс» через два года переехали в Денвер, став «Колорадо Рокиз», а в 1982 — в Ист-Ратерфорд, где получили имя «Нью-Джерси Девилз». Однако, увеличение количества команд лиги вызвало снижение общего уровня игры. Эти лиги боролись за сильных хоккеистов вплоть до свертывания ВХА в 1979 году. Четыре команды ВХА влились в НХЛ: «Хартфорд Уэйлерс», «Квебек Нордикс», «Эдмонтон Ойлерз» и «Виннипег Джетс». «Эдмонтон Ойлерз» является последней командой из ВХА, которая продолжает базироваться в том же городе, где базировалась и ранее. «Нордикс», «Джетс» и «Уэйлерз» изменили свои названия и переехали в другие города, превратившись в «Колорадо Эвеланш», «Финикс Койотис» и «Каролину Харрикейнз» соответственно.
В начале 1990-х в НХЛ наступил новый этап расширения. В 1991 в лигу вступили «Сан-Хосе Шаркс», в 1992 — «Тампа-Бэй Лайтнинг» и «Оттава Сенаторз» (столица Канады вернула большой хоккей в город впервые после 1934 года, вернув старое название), в 1993 — «Флорида Пантерз» и «Анахайм Майти Дакс». В 1998 лигу пополнили «Нэшвилл Предаторз», а год спустя — «Атланта Трэшерз». Из семи клубов-новичков 1990-х в НХЛ не смогли закрепиться только «Трэшерз» — в 2011 году команда переехала в Виннипег, где клуб получил прежнее имя — «Виннипег Джетс». Таким образом, Атланта стала единственным городом, который после окончания Второй мировой войны дважды не смог удержать хоккейную франшизу — в 1980 «Атланта Флэймз» переехала в Калгари, сохранив название «Флэймз».
В 2000 году в лигу вошли ещё два клуба — «Коламбус Блю Джекетс» и «Миннесота Уайлд». Количество команд увеличилось до 30 и не менялось на протяжении 17 лет.
24 июня 2015 года Национальная хоккейная лига объявила о планах по расширению лиги. В лигу официально было подано две заявки на создание команды, от канадского города Квебек и американского Лас-Вегаса. 7 июня 2016 года комитет владельцев клубов рекомендовал совету директоров НХЛ принять в лигу клуб из Лас-Вегаса. 22 июня 2016 года, комиссар НХЛ Гэри Беттмэн, объявил о расширении лиги и включении в неё команды из Лас-Вегаса. Одновременно с этим решением лига отложила рассмотрение заявки от города Квебека. Новая команда начала свои выступления в НХЛ с сезона 2017/2018, а перед этим, в июне 2017 года, лига провела драфт расширения, для комплектования состава нового клуба.
7 декабря 2017 года комиссар лиги Гэри Беттмэн объявил, что город Сиэтл получил право подать заявку на вступление в НХЛ. 13 февраля 2018 Сиэтл подал заявку на вступление в НХЛ. 20 февраля 2018 года инициативная группа в лице бизнесмена Дэвида Бондермана и кинопродюсера Джерри Брукхаймера объявили о старте с 1 марта пробной продажи сезонных абонементов. 4 декабря 2018 года Совет директоров НХЛ одобрил заявку на вступление в НХЛ клуба из Сиэтла. Команда начала свои выступления с сезона 2021/22.
Вступительный взнос для новых клубов является обязательным и постоянно увеличивается. Так, в 1967 году шесть новичков внесли в лигу по $ 2 млн, в 1970 «Баффало» и «Ванкувер» — по шесть. В 1972 вход для «Айлендерс» и «Флэймз» также стоил шесть миллионов, но «Айлендерс» пришлось заплатить ещё пять соседям из «Рейнджерс» за «вторжение» на их территорию. «Сиэтл Кракен» за присоединение к лиге заплатил уже 650 миллионов.
В итоге, начиная с 1967 года, НХЛ расширилась с 6 до 32 команд. Однако, хотя хоккей остается очень популярным в Канаде, в США, особенно в их южной части, его популярность гораздо ниже бейсбола, баскетбола и американского футбола.

### Забастовки и локауты
В истории НХЛ была одна забастовка игроков и три локаута. Первой была забастовка в апреле 1992 года, инициированная профсоюзом игроков НХЛ — НХЛПА. Забастовка была начата ближе к концу сезона и продлилась всего 10 дней. Пропущенные игры были перенесены.
Локаут в сезоне 1994/95 был более продолжительным — 3 месяца. Из-за этого пришлось сократить количество игр для каждой команды с 84 до 48 игр. В течение сокращенного сезона команды играли игры только внутри своих конференций. Договор между профсоюзом и лигой был заключен до 1998 года, но позже был продлен до 15 сентября 2004 года.
Переговоры по новому соглашению, начатые в 2004 году, превратились в один из самых острых споров между работодателями и игроками в истории профессионального спорта. Лига предлагала установить для клубов общий «потолок зарплат». Профсоюз всеми силами противился этому. Без принятия нового соглашения комиссар лиги Гэри Беттмэн вынужден был отменить сезон 2004/05. В результате НХЛ стала первой профессиональной спортивной лигой Северной Америки, которая потеряла целый игровой сезон из-за трудового спора. В июле 2005 года соглашение было подписано на условиях лиги — «потолок зарплат» был всё-таки установлен. Игры НХЛ возобновились в октябре 2005 года.
Третий локаут был объявлен 16 сентября 2012 года, после того как лига и профсоюз не смогли договориться по новому коллективному соглашению. Камнем преткновения являлось разделение возможного дохода между лигой и профсоюзом. Официально локаут завершился 12 января 2013 года.

### Матч всех звёзд
Матч всех звёзд НХЛ ежегодно проводится с 1947 года. Ранее, как правило, со сборной звёзд лиги встречался обладатель Кубка Стэнли. С 1969 года в подобных матчах принимали участие сборные Восточного и Западного дивизионов, а с 1975 по 1993 год сборная группы Кларенса Кэмпбелла играла со сборной группы Принца Уэльского. Начиная с 1994 года, в связи с переорганизицией лиги, матчи проводились уже среди команд Восточной и Западной конференции. В 1998 году лигой было принято решение о проведение матчей среди сборных Северной Америки и Остального мира. Данное разделение просуществовало до 2002 года, когда НХЛ вернулся к старой схеме команд — Запад и Восток. С сезона 2010/11 по 2014/15 матч звёзд проводился в формате «Сборных капитанов», когда выбранные лигой два капитана набирают себе в команду игроков. В сезоне 2015/2016 был предложен новый формат, в виде противостояния дивизионов в формате 3 на 3.
Матч всех звёзд за всю историю своего существования не проводился девять раз. В 1979 и 1987 годах из-за проведения матчей с советскими клубами, в 1995, 2005 и 2013 из-за локаута, в 2006, 2010 и 2014 годах по причине занятости лучших хоккеистов лиги в составах своих национальных сборных на Олимпийских играх, а в 2021 году из-за пандемии коронавируса. Лучшим бомбардиром матчей всех звёзд является Уэйн Гретцки, на счету которого 25 очков в 17 проведённых поединках. У Марио Лемьё сыграно столько же игр, но на два результативных очка меньше.

### Драфт
Драфт НХЛ (англ. NHL Entry Draft) — ежегодное пополнение клубами своих рядов лучшими канадскими, американскими и европейскими юниорами и хоккеистами более старшего возраста. Впервые любительский драфт был проведён в 1963 году. В клубы было разрешено включать юниоров не моложе 17 лет. В сезоне 1968/1969 можно было выбирать уже хоккеистов со всего мира. Через 11 лет минимальный возраст для драфта юниоров стал равен 18 годам.
Право выбирать первым имеет слабейшая команда НХЛ по итогам прошедшего регулярного сезона, затем предпоследняя команда и т. д. После того как все клубы выберут по одному игроку, в той же последовательности начинается второй раунд набора, затем третий и т. д. Однако чтобы клубы, которые потеряли все шансы на попадание в плей-офф, умышленно не проигрывали оставшиеся матчи в надежде на получение права выбирать первым, НХЛ ввела так называемую драфт-лотерею, в которой команда, занявшая последнее место, имеет наибольшие шансы (25 %) выиграть право первого выбора, а команда занявшая 17-е место имеет шанс 0,5 % на выигрыш права первого выбора. До 2013 года в драфт-лотерее принимали участие только 5 команд, занявших последние места по итогам прошедшего регулярного сезона.

### NHLPA
Ассоциация игроков НХЛ (англ. The National Hockey League Players' Association (NHLPA)) — это профсоюз, членами которого являются игроки НХЛ и чьи интересы он представляет в НХЛ. Ассоциация была создана в июне 1967 года. Первым президентом стал Боб Палфорд, а её руководителем — Алан Иглсон. Штаб-квартира располагается в Торонто.
С НХЛПА связаны все три локаута в НХЛ. После второго, который сократил сезон 1994-95 до 48 матчей, NHLPA в 1995 году подписало коллективное соглашение об условиях труда, которое продлилось до 15 сентября 2004 года. О новых условиях договора НХЛ и НХЛПА договориться не смогли, вследствие чего сезон 2004/2005 был полностью отменён. Через два месяца после начала «локаута» профсоюз начал выплату «пособий по безработице» своим членам — 10 000 долларов в месяц. Эти деньги хоккеисты откладывали сами в специальный фонд профсоюза на протяжении нескольких последних лет.

## Структура сезона

### Регулярный сезон
В регулярном сезоне каждая команда играет 82 игры — 41 дома и 41 в гостях.
С сезона 2005/06, на протяжении трёх сезонов, каждая команда играла 32 игры против команд своего дивизиона (по 8 против каждой), 40 игр — против команд других дивизионов своей конференции (по 4 игры против каждой), и лишь 10 игр — против команд из другой конференции (таким образом, в течение одного сезона не все команды встречались друг с другом). Перед сезоном 2008/09 лига вернулась к прежнему формату календаря — теперь каждая команда, как и до локаута 2004/05, в течение сезона играет как минимум одну игру с каждой другой командой лиги.
С сезона 2013/2014 поменялась структура календаря. Команды западной конференции проводили 29 матчей с соперниками своего дивизиона (5 матчей с пятью соперниками, с двумя из них 3 дома и 2 на выезде, с тремя — 2 дома и 3 на выезде, плюс 4 матча с одной командой в формате 2 дома и 2 в гостях), 21 матч против команд другого дивизиона западной конференции (3 игры с каждой из команд, 2 дома и 1 в гостях против четырёх соперников, 1 дома и 2 в гостях — против трех других). По два матча (один дома и один на выезде) с каждой из команд восточной конференции (всего 32 матча).
Команды восточной конференции проводили 30 матчей внутри своего дивизиона (по 5 матчей с двумя командами, с одной — 3 дома и 2 в гостях, с другой — 2 дома и 3 в гостях, плюс по 4 матча с пятью другими, 2 дома и 2 в гостях), 24 матча против команд другого дивизиона восточной конференции (3 матча с каждым из соперников, 2 дома и 1 в гостях против четырёх команд, 1 дома и 2 в гостях — против четырёх других). По два матча (один дома и один на выезде) с каждой из команд западной конференции (всего 28 матчей).
Количество матчей, проводимых с конкретным соперником, определялось по принципу ежегодной ротации.
На сезон 2020/21 из-за пандемии коронавируса лига изменила составы дивизионов и количество проводимых матчей. Так каждая команда провела в регулярном чемпионате по 56 матчей только с соперниками по дивизиону.
В сезоне 2021/22 формула регулярного сезона НХЛ была скорректирована с учётом добавления клуба «Сиэтл Кракен». Каждая команда играет три или четыре матча против других команд своего дивизиона (в общей сложности 26 игр), а также трижды играет с командами своей конференции (24 игры), не входящими в свой дивизион. Оставшиеся матчи сезона проводятся с клубами из другой конференции (32 игры), по два матча с каждой командой. Расписание составлено таким образом, чтобы каждая команда НХЛ играла на каждой арене не реже одного раза за сезон.
В сезонах 1994/95 и 2012/13, укороченных из-за локаутов, команды из разных конференций не играли друг с другом.
За победу команда получает два очка, одно очко команда получает за проигрыш в овертайме или по буллитам, и ни одного — за проигрыш в основное время. Данная система начисления очков действует, начиная с сезона 2005/06 (ранее команды получали по одному очку за ничью, если в овертайме не было заброшено шайб; начиная с сезона 1999/2000 одно очко также получает команда, проигравшая в овертайме). По окончании регулярного сезона команда, набравшая больше всех очков в своём дивизионе, становится чемпионом дивизиона (учитываются очки от игр со всеми командами, а не только с командами своего дивизиона), а команда, набравшая больше всех очков в регулярном сезоне среди всех клубов Лиги выигрывает Президентский Кубок. Три первые команды из каждого дивизиона плюс ещё 4 лучшие команды по очкам (по две из каждой конференции) попадают в плей-офф и разыгрывают Кубок Стэнли.

### Плей-офф Кубка Стэнли
Плей-офф Кубка Стэнли — турнир на выбывание, в котором команды играют серии матчей до четырёх побед. В случае если основное время матча заканчивается вничью, играется овертайм до первой заброшенной шайбы. Овертаймы в плей-офф Кубка Стэнли играются как полноценные двадцатиминутные периоды, в которых играют 5 на 5 полевых игроков, в отличие от овертаймов регулярного сезона, которые играются пять минут 3 на 3 полевых игрока. Овертаймы плей-офф, кроме того, не заканчиваются серией штрафных бросков, как в регулярном сезоне, а продолжаются до тех пор, пока одна из команд не забьёт шайбу. Команда, занявшая более высокое место в регулярном сезоне, имеет преимущество — играет на одну игру больше на домашнем льду. Первая, вторая и, если нужно, пятая и седьмая игры играются на льду этой команды, а остальные — на льду команды, занявшей более низкое место в регулярном сезоне.

## Трофеи и награды

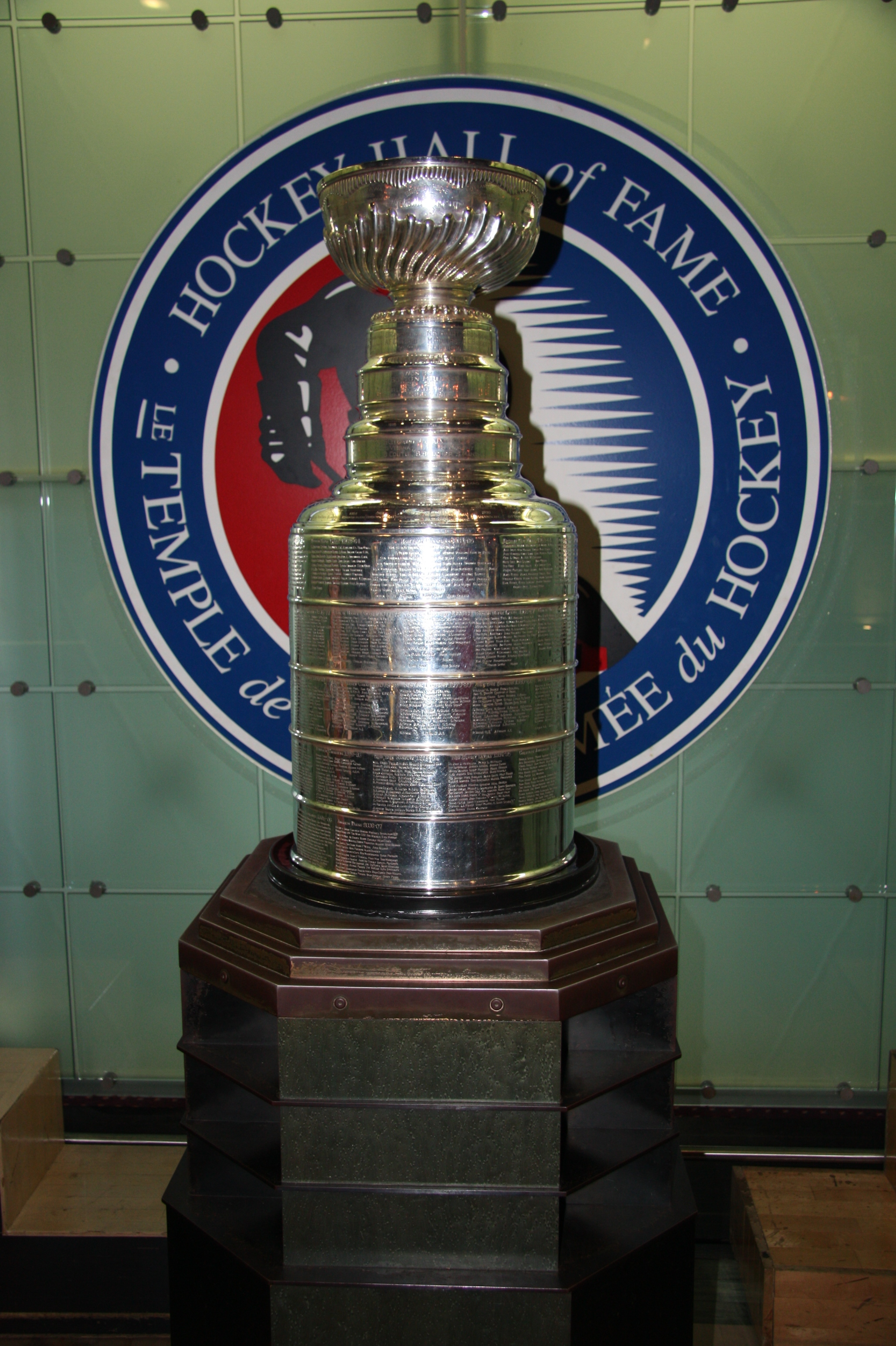
Кубок Стэнли в Зале хоккейной славы в Торонто

Национальная хоккейная лига ежегодно вручает несколько трофеев. Самый престижный клубный приз — это Кубок Стэнли, которым награждается победитель плей-офф Кубка Стэнли. Команда, набравшая по итогам регулярного сезона наибольшее количество очков, награждается Президентским кубком. Есть также трофеи, которые вручаются, основываясь на статистических показателях игроков и вратарей. Среди них: «Арт Росс Трофи», вручаемый лучшему бомбардиру сезона (голы + передачи), «Морис Ришар Трофи», которым награждается лучший снайпер лиги и «Уильям М. Дженнингс Трофи» вратарю, пропустившему наименьшее число голов в среднем за игру по итогам регулярного сезона.
Лауреаты других индивидуальных призов определяются голосованием представительств Ассоциации журналистов НХЛ в каждом из городов, где есть клубы НХЛ, или главными тренерами команд. Самым престижным индивидуальным трофеем, голосование по которому происходит среди журналистов, является «Харт Трофи», вручаемый самому ценному игроку сезона. «Везина Трофи» вручается самому лучшему голкиперу сезона, а голосование идёт среди главных тренеров команд НХЛ. «Джеймс Норрис Трофи» награждается лучший защитник сезона, наградой «Колдер Трофи» лучший новичок сезона. Причём новичком лиги может считаться игрок, сыгравший до этого в НХЛ не более 25 игр. «Леди Бинг Трофи» присуждается игроку, продемонстрировавшему образец честной спортивной борьбы и джентльменского поведения в сочетании с высоким игровым мастерством. Все эти три награды присуждаются по результатам голосования представительств Ассоциации журналистов НХЛ.
В дополнение к наградам регулярного сезона, существуют также призы, вручаемые по итогам игр плей-офф Кубка Стэнли. «Конн Смайт Трофи» присуждается самому ценному игроку плей-офф. Лучший, по мнению Ассоциацией журналистов НХЛ, тренер сезона получает «Джек Адамс Эворд». Национальная хоккейная лига публикует имена трёх претендентов на каждый приз, а затем называет победителей на специальной церемонии награждения.

### Зал хоккейной славы

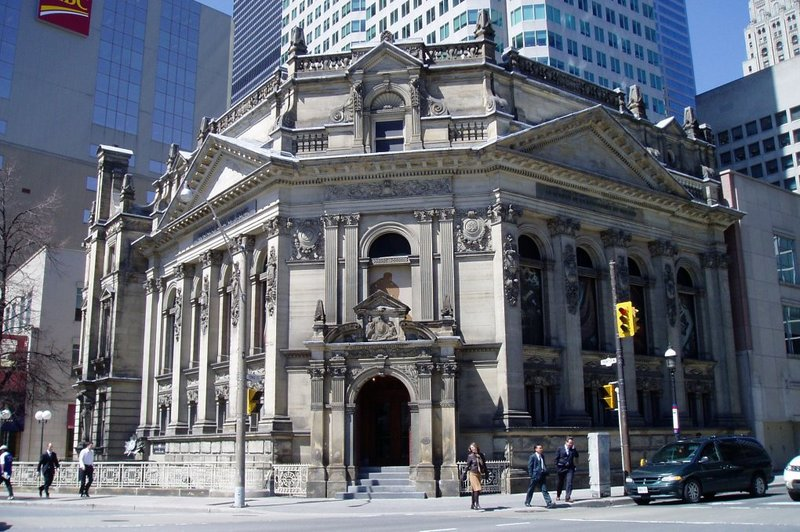
Зал хоккейной славы

Игроки, тренеры и официальные лица, чья карьера была успешной, могут быть выбраны в «Зал хоккейной славы». Игрок не может быть выбран в течение трёх лет после окончания хоккейной карьеры. Если же заслуги игрока считаются достаточно существенными, то возможно введение в «Зал славы» и до окончания этого трёхлетнего срока. Уэйн Гретцки в 1999 году стал последним игроком, которого допустили в «Зал славы» до окончания этого срока.
Зал хоккейной славы, находящийся в канадском городе Торонто в здании «BCE Place», был основан в 1943 году. Первых 12 игроков ввели уже в 1945 году. За более чем 70 прошедших лет в Зал было введено более 300 игроков, тренеров, функционеров и журналистов.

## Телевидение
Игры Национальной хоккейной лиги в Северной Америке транслируют следующие телеканалы: в США — каналы ABC, ESPN, TNT и TBS, а в Канаде — Sportsnet, CBC, TVA, TVA Sports (последние два на французском языке), а также в обеих странах NHL Network. В середине 2005 года, после локаута 2004/05, американский кабельный телеканал ESPN решил не продлевать контракт с НХЛ на следующий сезон. Лига потеряла из-за этого 60 миллионов долларов, которые она могла заработать за продажу прав на телетрансляции. Ещё раньше выбыл из игры телеканал ABC, место которого на значительно менее выгодных для НХЛ условиях занял NBC. По завершении сезона 2010/11 заканчивался договор между НХЛ и NBC. Канал ESPN изъявил желание возобновить показ матчей, однако НХЛ подписала новое соглашение с NBC сроком на 10 лет. 10 марта 2021 года НХЛ и The Walt Disney Company заключили 7-летний контракт на показ матчей в США с сезона 2021/22 на каналах ABC и ESPN, а также стриминговых сервисах ESPN+ и Hulu. 27 апреля 2021 года было объявлено о заключении 7-летнего контракта на трансляции матчей между НХЛ и компанией Turner Sports. Показ матчей осуществляют каналы TNT и TBS. С сезона 2014/2015 права на трансляции матчей в Канаде принадлежат компании Rogers Communications. Контракт подписан на 12 лет, на сумму 5,232 миллиарда канадских долларов.
В России права на показы матчей регулярного чемпионата и плей-офф Кубка Стэнли до сезона 2011/2012 принадлежали телекомпаниям «НТВ-Плюс» и Viasat Sport, последняя транслировала матчи по договорённости с каналом ESPN America. В сезоне 2011/2012 права на трансляции приобрела ВГТРК, матчи показывали каналы «Россия-2» и «Спорт-1». С сезона 2012/2013 трансляции матчей НХЛ в России не осуществлялись. В 2016 году телеканал «Матч ТВ» приобрёл права на показ матчей плей-офф Кубка Стэнли 2016. В середине 2016 года компания «Медиа Альянс» приобрела права на трансляции матчей НХЛ в России, сроком на 3 года. Показ матчей производили каналы «Eurosport 1» и «Eurosport Gold». С сезона 2019/20 по сезон 2023/24 права на показ матчей принадлежат «Яндексу». С 2021 года совместно с «Яндексом» трансляции матчей осуществляют «Матч ТВ» и видеосервис «Wink».

## Команды
5 декабря 2011 года совет директоров НХЛ утвердил новое распределение команд. Вместо шести дивизионов команды разделены на четыре конференции, по семь и по восемь команд. Каждая команда должна была сыграть внутри своих конференций по 36 (в конференциях по семь команд) или 38 (в конференциях по 8 команд) матчей и по две игры (дома и на выезд) с командами из других конференций. Изменения должны были вступить в силу с сезона 2012/2013, однако план не был поддержан профсоюзом игроков.
В феврале 2013 года, НХЛ предложила новую структуру дивизионов. Были сохранены конференции, однако сократилось общее количество дивизионов с шести до четырёх (по два в каждой конференции). Профсоюз игроков одобрил этот план. Изменения вступили в силу с сезона 2013/2014. В плей-офф выходят по три лучшие команды из каждого дивизиона плюс ещё две из каждой конференции добираются по очкам.
| Дивизион               | Команда                                    | Город, штат/провинция         | Арена                                            | Основан               | в НХЛ                 | Последняя победа в Кубке Стэнли | Генеральный менеджер  | Главный тренер        | Капитан               |
| Восточная конференция  | Восточная конференция                      | Восточная конференция         | Восточная конференция                            | Восточная конференция | Восточная конференция | Восточная конференция           | Восточная конференция | Восточная конференция | Восточная конференция |
| ---------------------- | ------------------------------------------ | ----------------------------- | ------------------------------------------------ | --------------------- | --------------------- | ------------------------------- | --------------------- | --------------------- | --------------------- |
| Столичный Metropolitan | Вашингтон Кэпиталз Washington Capitals     | Вашингтон, округ Колумбия     | Кэпитал Уан-арена Capital One Arena              | 1974                  | 1974                  | 2018                            | Крис Патрик           | Спенсер Карбери       | Александр Овечкин     |
| Столичный Metropolitan | Каролина Харрикейнз Carolina Hurricanes    | Роли, Северная Каролина       | Леново-арена Lenovo Arena                        | 1972                  | 1979*                 | 2006                            | Эрик Тулски           | Род Бриндамор         | Джордан Стаал         |
| Столичный Metropolitan | Коламбус Блю Джекетс Columbus Blue Jackets | Колумбус, Огайо               | Нэшнуайд-арена Nationwide Arena                  | 2000                  | 2000                  | —                               | Дон Уодделл           | Дин Эвасон            | Бун Дженнер           |
| Столичный Metropolitan | Нью-Джерси Девилз New Jersey Devils        | Ньюарк, Нью-Джерси            | Пруденшал-центр Prudential Center                | 1974*                 | 1974*                 | 2003                            | Том Фицджеральд       | Шелдон Киф            | Нико Хишир            |
| Столичный Metropolitan | Нью-Йорк Айлендерс New York Islanders      | Элмонт, Нью-Йорк              | Ю-би-эс Арена UBS Arena                          | 1972                  | 1972                  | 1983                            | Матьё Дарш            | Патрик Руа            | Андерс Ли             |
| Столичный Metropolitan | Нью-Йорк Рейнджерс New York Rangers        | Нью-Йорк, Нью-Йорк            | Мэдисон-сквер-гарден Madison Square Garden       | 1926                  | 1926                  | 1994                            | Крис Друри            | Майк Салливан         | вакантно              |
| Столичный Metropolitan | Питтсбург Пингвинз Pittsburgh Penguins     | Питтсбург, Пенсильвания       | PPG Paints-арена PPG Paints Arena                | 1967                  | 1967                  | 2017                            | Кайл Дубас            | Дэн Мьюз              | Сидни Кросби          |
| Столичный Metropolitan | Филадельфия Флайерз Philadelphia Flyers    | Филадельфия, Пенсильвания     | Уэллс Фарго-центр Wells Fargo Center             | 1967                  | 1967                  | 1975                            | Даниэль Бриер         | Рик Токкет            | Шон Кутюрье           |
| Атлантический Atlantic | Баффало Сейбрз Buffalo Sabres              | Буффало, Нью-Йорк             | Кибэнк-центр KeyBank Center                      | 1970                  | 1970                  | —                               | Кевин Адамс           | Линди Рафф            | Расмус Далин          |
| Атлантический Atlantic | Бостон Брюинз Boston Bruins                | Бостон, Массачусетс           | ТД-гарден TD Garden                              | 1924                  | 1924                  | 2011                            | Дон Суини             | Марко Штурм           | вакантно              |
| Атлантический Atlantic | Детройт Ред Уингз Detroit Red Wings        | Детройт, Мичиган              | Литтл Сизарс-арена Little Caesars Arena          | 1926                  | 1926                  | 2008                            | Стив Айзерман         | Тодд Маклеллан        | Дилан Ларкин          |
| Атлантический Atlantic | Монреаль Канадиенс Canadiens de Montréal   | Монреаль, Квебек              | Белл-центр Centre Bell                           | 1909                  | 1917                  | 1993                            | Кент Хьюз             | Мартен Сан-Луи        | Ник Сузуки            |
| Атлантический Atlantic | Оттава Сенаторз Ottawa Senators            | Оттава, Онтарио               | Канейдиан Тайр-центр Canadian Tire Centre        | 1992                  | 1992                  | —                               | Стив Стейос           | Трэвис Грин           | Брэди Ткачук          |
| Атлантический Atlantic | Тампа-Бэй Лайтнинг Tampa Bay Lightning     | Тампа, Флорида                | Амали-арена Amalie Arena                         | 1992                  | 1992                  | 2021                            | Жюльен Брисбуа        | Джон Купер            | Виктор Хедман         |
| Атлантический Atlantic | Торонто Мейпл Лифс Toronto Maple Leafs     | Торонто, Онтарио              | Скоушабэнк-арена Scotiabank Arena                | 1917                  | 1917                  | 1967                            | Брэд Треливинг        | Крейг Беруби          | Остон Мэттьюс         |
| Атлантический Atlantic | Флорида Пантерз Florida Panthers           | Санрайз, Флорида              | Эмерант Банк-арена Amerant Bank Arena            | 1993                  | 1993                  | 2025                            | Билл Зито             | Пол Морис             | Александр Барков      |
| Западная конференция   |                                            |                               |                                                  |                       |                       |                                 |                       |                       |                       |
| Центральный Central    | Виннипег Джетс Winnipeg Jets               | Виннипег, Манитоба            | Канада Лайф-центр Canada Life Centre             | 1999*                 | 1999*                 | —                               | Кевин Чевелдэйофф     | Скотт Арниэл          | Адам Лаури            |
| Центральный Central    | Даллас Старз Dallas Stars                  | Даллас, Техас                 | Американ Эйрлайнс-центр American Airlines Center | 1967*                 | 1967*                 | 1999                            | Джим Нилл             | Глен Гулутцан         | Джейми Бенн           |
| Центральный Central    | Колорадо Эвеланш Colorado Avalanche        | Денвер, Колорадо              | Болл-арена Ball Arena                            | 1972                  | 1979*                 | 2022                            | Крис Макфарленд       | Джаред Беднар         | Габриэль Ландескуг    |
| Центральный Central    | Миннесота Уайлд Minnesota Wild             | Сент-Пол, Миннесота           | Эксел Энерджи-центр Xcel Energy Center           | 2000                  | 2000                  | —                               | Билл Герин            | Джон Хайнс            | Джаред Спёрджон       |
| Центральный Central    | Нэшвилл Предаторз Nashville Predators      | Нашвилл, Теннесси             | Бриджстоун-арена Bridgestone Arena               | 1998                  | 1998                  | —                               | Барри Троц            | Эндрю Брюнетт         | Роман Йоси            |
| Центральный Central    | Сент-Луис Блюз St. Louis Blues             | Сент-Луис, Миссури            | Энтерпрайз-центр Enterprise Center               | 1967                  | 1967                  | 2019                            | Дуг Армстронг         | Джим Монтгомери       | Брэйден Шенн          |
| Центральный Central    | Чикаго Блэкхокс Chicago Blackhawks         | Чикаго, Иллинойс              | Юнайтед-центр United Center                      | 1926                  | 1926                  | 2015                            | Кайл Дэвидсон         | Джефф Блэшилл         | Ник Фолиньо           |
| Центральный Central    | Юта Маммот Utah Mammoth                    | Солт-Лейк-Сити, Юта           | Дельта-центр Delta Center                        | 2024*                 | 2024*                 | —                               | Билл Армстронг        | Андре Туриньи         | Клейтон Келлер        |
| Тихоокеанский Pacific  | Анахайм Дакс Anaheim Ducks                 | Анахайм, Калифорния           | Хонда-центр Honda Center                         | 1993                  | 1993                  | 2007                            | Пэт Вербик            | Джоэль Кенневилль     | Радко Гудас           |
| Тихоокеанский Pacific  | Ванкувер Кэнакс Vancouver Canucks          | Ванкувер, Британская Колумбия | Роджерс-арена Rogers Arena                       | 1945                  | 1970                  | —                               | Патрик Алльвин        | Адам Фут              | Куинн Хьюз            |
| Тихоокеанский Pacific  | Вегас Голден Найтс Vegas Golden Knights    | Парадайс, Невада              | Ти-Мобайл Арена T-Mobile Arena                   | 2017                  | 2017                  | 2023                            | Келли Маккриммон      | Брюс Кэссиди          | Марк Стоун            |
| Тихоокеанский Pacific  | Калгари Флэймз Calgary Flames              | Калгари, Альберта             | Скоушабэнк-Сэдлдоум Scotiabank Saddledome        | 1972*                 | 1972*                 | 1989                            | Крэйг Конрой          | Райан Хаска           | Микаэль Баклунд       |
| Тихоокеанский Pacific  | Лос-Анджелес Кингз Los Angeles Kings       | Лос-Анджелес, Калифорния      | Crypto.com-арена Crypto.com Arena                | 1967                  | 1967                  | 2014                            | Кен Холланд           | Джим Хиллер           | Анже Копитар          |
| Тихоокеанский Pacific  | Сан-Хосе Шаркс San Jose Sharks             | Сан-Хосе, Калифорния          | SAP-центр в Сан-Хосе SAP Center at San Jose      | 1991                  | 1991                  | —                               | Майк Грир             | Райан Варсофски       | Логан Кутюр           |
| Тихоокеанский Pacific  | Сиэтл Кракен Seattle Kraken                | Сиэтл, Вашингтон              | Клаймэт Пледж-арена Climate Pledge Arena         | 2021                  | 2021                  | —                               | Джейсон Боттерилл     | Лейн Ламберт          | Джордан Эберле        |
| Тихоокеанский Pacific  | Эдмонтон Ойлерз Edmonton Oilers            | Эдмонтон, Альберта            | Роджерс Плэйс Rogers Place                       | 1972                  | 1979                  | 1990                            | Стэн Боумен           | Крис Кноблох          | Коннор Макдэвид       |

Также в лиге состоит команда Аризона Койотис, которая выступала в Центральном дивизионе лиги до 2024 года. Начиная с сезона 2024/25 и в течение следующих 5 лет команда будет находиться в неактивном состоянии. Франшиза продолжит своё существование и возобновит выступления, если до положенного срока построит арену и решит проблемы в менеджменте.
Эдмонтон Ойлерз, Хартфорд Уэйлерз (ныне Каролина Харрикейнз), Квебек Нордикс (ныне Колорадо Эвеланш) и оригинальный Виннипег Джетс (ныне Аризона Койотис) вступили в НХЛ в 1979 как часть ВХА после объединения с НХЛ.
* — отмечены команды, совершившие переезд.

## Маскоты
«Нью-Йорк Рейнджерс» является единственным клубом НХЛ, не имеющим своего маскота (талисмана).